# Nagłe wezwanie
Nagłe wezwanie (węg. Rendelés előtt) – opowiadanie Sándora Máraiego z tomu Magia (1941). Na język polski przełożyła je Irena Makarewicz (wydawnictwo Czytelnik, 2008).
Opowiadanie to stało się inspiracją dla sztuki Przygoda (węg. Kaland), która przyniosła Sándorowi Máraiemu sukces teatralny na Węgrzech oraz nagrodę Vojnitsa. 
W Polsce wątki opowiadania wykorzystane zostały także w scenariuszu filmu Andrzeja Wajdy pt. Tatarak.